# Маратон (Онтарио)
Маратон (енгл. Marathon) је градић у Канади у покрајини Онтарио. Према резултатима пописа 2011. у граду је живело 3.353 становника.

## Становништво
Према резултатима пописа становништва из 2011. у граду је живело 3.353 становника, што је за 13,2% мање у односу на попис из 2006. када је регистровано 3.863 житеља.
| 2006. | 2011. |
| ----- | ----- |
| 3.863 | 3.353 |